# Tiriac Open
Tiriac Open, (også kendt som Romanian Open), er en herreprofessionel tennisturnering, der bliver spillet på udendørs grusbaner. Turneringen havde sin oprindelse som en efterfølger til de tidligere rumænske internationale mesterskaber, som blev afholdt fra 1930 til 1983. Romanian Open var en fast bestanddel af ATP World Tour 250-serien på ATP Touren og blev afviklet årligt i Bukarest, Rumænien, siden 1993. Turneringen stoppede i 2016, men kom tilbage i 2024. Navnet på turneringen ærer to af Rumæniens mest berømte tennisspillere, nemlig Ilie Năstase og Ion Țiriac.

## Tidligere finaler

### Singler
| År        | Vinder                 | Finalist               | Score                |
| --------- | ---------------------- | ---------------------- | -------------------- |
| 1993      | Goran Ivanišević       | Andrei Cherkasov       | 6–2, 7–6(7–5)        |
| 1994      | Franco Davín           | Goran Ivanišević       | 6–2, 6–4             |
| 1995      | Thomas Muster          | Gilbert Schaller       | 6–3, 6–4             |
| 1996      | Alberto Berasategui    | Carlos Moyá            | 6–1, 7–6(7–5)        |
| 1997      | Richard Fromberg       | Andrea Gaudenzi        | 6–1, 7–6(7–2)        |
| 1998      | Francisco Clavet       | Arnaud Di Pasquale     | 6–4, 2–6, 7–5        |
| 1999      | Alberto Martín         | Karim Alami            | 6–3, 6–2             |
| 2000      | Juan Balcells          | Markus Hantschk        | 6–3, 3–6, 7–6(7–1)   |
| 2001      | Younes El Aynaoui      | Albert Montañés        | 7–6(7–5), 7–6(7–2)   |
| 2002      | David Ferrer           | José Acasuso           | 6–3, 6–2             |
| 2003      | David Sánchez          | Nicolás Massú          | 6–2, 6–2             |
| 2004      | José Acasuso           | Igor Andreev           | 6–3, 6–0             |
| 2005      | Florent Serra          | Igor Andreev           | 6–3, 6–4             |
| 2006      | Jürgen Melzer          | Filippo Volandri       | 6–1, 7–5             |
| 2007      | Gilles Simon           | Victor Hănescu         | 4–6, 6–3, 6–2        |
| 2008      | Gilles Simon (2)       | Carlos Moyá            | 6–3, 6–4             |
| 2009      | Albert Montañés        | Juan Mónaco            | 7–6(7–2), 7–6(8–6)   |
| 2010      | Juan Ignacio Chela     | Pablo Andújar          | 7–5, 6–1             |
| 2011      | Florian Mayer          | Pablo Andújar          | 6–3, 6–1             |
| 2012      | Gilles Simon (3)       | Fabio Fognini          | 6–4, 6–3             |
| 2013      | Lukáš Rosol            | Guillermo García-López | 6–3, 6–2             |
| 2014      | Grigor Dimitrov        | Lukáš Rosol            | 7–6(7–2), 6–1        |
| 2015      | Guillermo García-López | Jiří Veselý            | 7–6(7–5), 7–6(13–11) |
| 2016      | Fernando Verdasco      | Lucas Pouille          | 6–3, 6–2             |
| 2017-2023 | Ikke afholdt           | Ikke afholdt           | Ikke afholdt         |
| 2024      | Márton Fucsovics       | Mariano Navone         | 6–4, 7–5             |
| 2025      | Flavio Cobolli         | Sebastián Báez         | 6–4, 6–4             |

### Doubles
| År        | Vinder                               | Finalist                                | Score                        |
| --------- | ------------------------------------ | --------------------------------------- | ---------------------------- |
| 1993      | Menno Oosting Libor Pimek            | George Cosac Ciprian Petre Porumb       | 7–6, 7–6                     |
| 1994      | Wayne Arthurs Simon Youl             | Jordi Arrese José Antonio Conde         | 6–4, 6–4                     |
| 1995      | Mark Keil Jeff Tarango               | Cyril Suk Daniel Vacek                  | 6–4, 7–6                     |
| 1996      | David Ekerot Jeff Tarango (2)        | David Adams Menno Oosting               | 7–6, 7–6                     |
| 1997      | Luis Lobo Javier Sánchez             | Hendrik Jan Davids Daniel Orsanic       | 7–5, 7–5                     |
| 1998      | Andrei Pavel Gabriel Trifu           | George Cosac Dinu Pescariu              | 7–6, 7–6                     |
| 1999      | Lucas Arnold Ker Martín García       | Marc-Kevin Goellner Francisco Montana   | 6–3, 2–6, 6–3                |
| 2000      | Alberto Martín Eyal Ran              | Devin Bowen Mariano Hood                | 7–6(7–4), 6–1                |
| 2001      | Aleksandar Kitinov Johan Landsberg   | Pablo Albano Marc-Kevin Goellner        | 6–4, 6–7(5–7), [10–6]        |
| 2002      | Jens Knippschild Peter Nyborg        | Emilio Benfele Álvarez Andrés Schneiter | 6–3, 6–3                     |
| 2003      | Karsten Braasch Sargis Sargsian      | Simon Aspelin Jeff Coetzee              | 7–6(9–7), 6–2                |
| 2004      | Lucas Arnold Ker (2) Mariano Hood    | José Acasuso Óscar Hernández            | 7–6(7–5), 6–1                |
| 2005      | José Acasuso Sebastián Prieto        | Victor Hănescu Andrei Pavel             | 6–3, 4–6, 6–3                |
| 2006      | Mariusz Fyrstenberg Marcin Matkowski | Martín García Luis Horna                | 6–7(5–7), 7–6(7–5), [10–8]   |
| 2007      | Oliver Marach Michal Mertiňák        | Martín García Sebastián Prieto          | 7–6(7–2), 7–6(10–8)          |
| 2008      | Nicolas Devilder Paul-Henri Mathieu  | Mariusz Fyrstenberg Marcin Matkowski    | 7–6(7–4), 6–7(9–11), [22–20] |
| 2009      | František Čermák Michal Mertiňák (2) | Johan Brunström Jean-Julien Rojer       | 6–2, 6–4                     |
| 2010      | Juan Ignacio Chela Łukasz Kubot      | Marcel Granollers Santiago Ventura      | 6–2, 5–7, [13–11]            |
| 2011      | Daniele Bracciali Potito Starace     | Julian Knowle David Marrero             | 3–6, 6–4, [10–8]             |
| 2012      | Robert Lindstedt Horia Tecău         | Jérémy Chardy Łukasz Kubot              | 7–6(7–2), 6–3                |
| 2013      | Max Mirnyi Horia Tecău (2)           | Lukáš Dlouhý Oliver Marach              | 4–6, 6–4, [10–6]             |
| 2014      | Jean-Julien Rojer Horia Tecău (3)    | Mariusz Fyrstenberg Marcin Matkowski    | 6–4, 6–4                     |
| 2015      | Marius Copil Adrian Ungur            | Nicholas Monroe Artem Sitak             | 3–6, 7–5, [17–15]            |
| 2016      | Florin Mergea Horia Tecău (4)        | Chris Guccione André Sá                 | 7–5, 6–4                     |
| 2017-2023 | Ikke afholdt                         | Ikke afholdt                            | Ikke afholdt                 |
| 2024      | Sadio Doumbia Fabien Reboul          | Harri Heliövaara Henry Patten           | 6–3, 7–5                     |
| 2025      | Marcel Granollers Horacio Zeballos   | Jakob Schnaitter Mark Wallner           | 7–6(7–3), 6–4                |